# Flughafen Aspen/Pitkin

i7
i11
i13
Der Aspen/Pitkin County Airport (auch Sardy Field; IATA-Code: ASE, ICAO-Code: KASE) ist ein öffentlicher Flughafen, 2 km nordwestlich von Aspen im Pitkin County, Colorado in den Vereinigten Staaten.

## Flughafendaten
Er hat eine Asphaltpiste mit 2.440 m Länge und 30 m Breite. Die Fläche des Flughafens beträgt 232 ha. Die Seehöhe beträgt 2.384 m.

## Geschichte
Walter Paepcke und John Spachner gründeten 1946 den Aspen-Pitkin County Airport als privat genutzte Schotterlandebahn. Der Hauptnutzer des Flughafens war damals das Aspen Institute, der Vorläufer von Aspen Airways. Die ursprüngliche Anlage bestand aus einem Blockhaus-Terminalgebäude und einer Schotterpiste. Im Jahr 1956 übertrug die Aspen Airport Corporation den Flughafen offiziell an Pitkin County und machte ihn zu einem öffentlich genutzten Flughafen in öffentlichem Besitz. Im Jahr 1958 wurde der Flughafen offiziell als Aspen/Pitkin County (Sardy Field) Airport eingeweiht. 1963 wurde die Landebahn auf 6.000 Fuß (1829 m) verlängert.
Der Einsatz größerer Flugzeuge erforderte 1969 eine Verbreiterung der Landebahn auf 80 Fuß. Das neue, 17.500 Quadratmeter große Terminalgebäude wurde 1976 erbaut und war das erste Gewerbegebäude in den Vereinigten Staaten, das passive Solarheizung nutzte.
Anfang der 1970er flogen Aspen Airways (Convair CV-580) und Rocky Mountain Airways (de Havilland DHC-6 Twin Otter) nach Denver. Letztere zusätzlich nach Leadville und Vail. Western Air Stages nach Colorado Springs und Grand Junction. Aspen Airways flog später auch nach Montrose, Colorado, Colorado Airlines nach Crested Butte, Colorado und Rocky Mountain Airways 1979 mit de Havilland Canada DHC-7 nach wie vor Denver und Vail. Im Jahr 1981 flog Colorado Airlines mit Cessna 206, Rocky Mountain stellte die Flüge nach Vail ein.
Die Landebahn des Flughafens Aspen-Pitkin County wurde 1983 auf eine Länge von 7.006 Fuß (2135 m) verlängert und auf 100 Fuß (30 m) verbreitert. Der gesamte Terminalbereich wurde 1986 und 1987 saniert, was den Bau neuer Zufahrtsstraßen und die Erweiterung des Terminals auf seine heutige Größe von 37.500 Quadratfuß (3484 m²) umfasste.
Rock Mountain Airlines flog Ende in den 1980er unter Continental Express noch immer mit DHC-7, aber auch mit ATR 72. Aspen Airlines unter der Marke United Express mit Convair CV-580 und British Aerospace BAe-146 nach Denver und Salt Lake City. Gab Salt Lake City Ende der 1980er auf und flog 1989 nach Los Angeles.
Skybus Express flog Anfang der 1990er Jahre mit einer Nomad N22B/N24A nach Atlanta und US Airways Express mit British Aerospace Jetstream 31 nach Charlotte.
Ende der 1990er flog Mesa Airlines unter American West Express mit de Havilland Canada DHC-8 nach Phoenix und Air Wisconsin als United Express mit British Aerospace BAe-146 nach Denver.
Im Jahr 2011 wurde diese Landebahn auf ihre heutige Größe von 8.006 Fuß (2440 m) verlängert.
American Eagle fliegt seit 2011 nach Dallas/Fort Worth und Los Angeles. Seit 2021 bietet American Airlines Flüge nach Austin an. und Delta Connection fliegt seit Dezember 2021 nach Atlanta und Los Angeles.

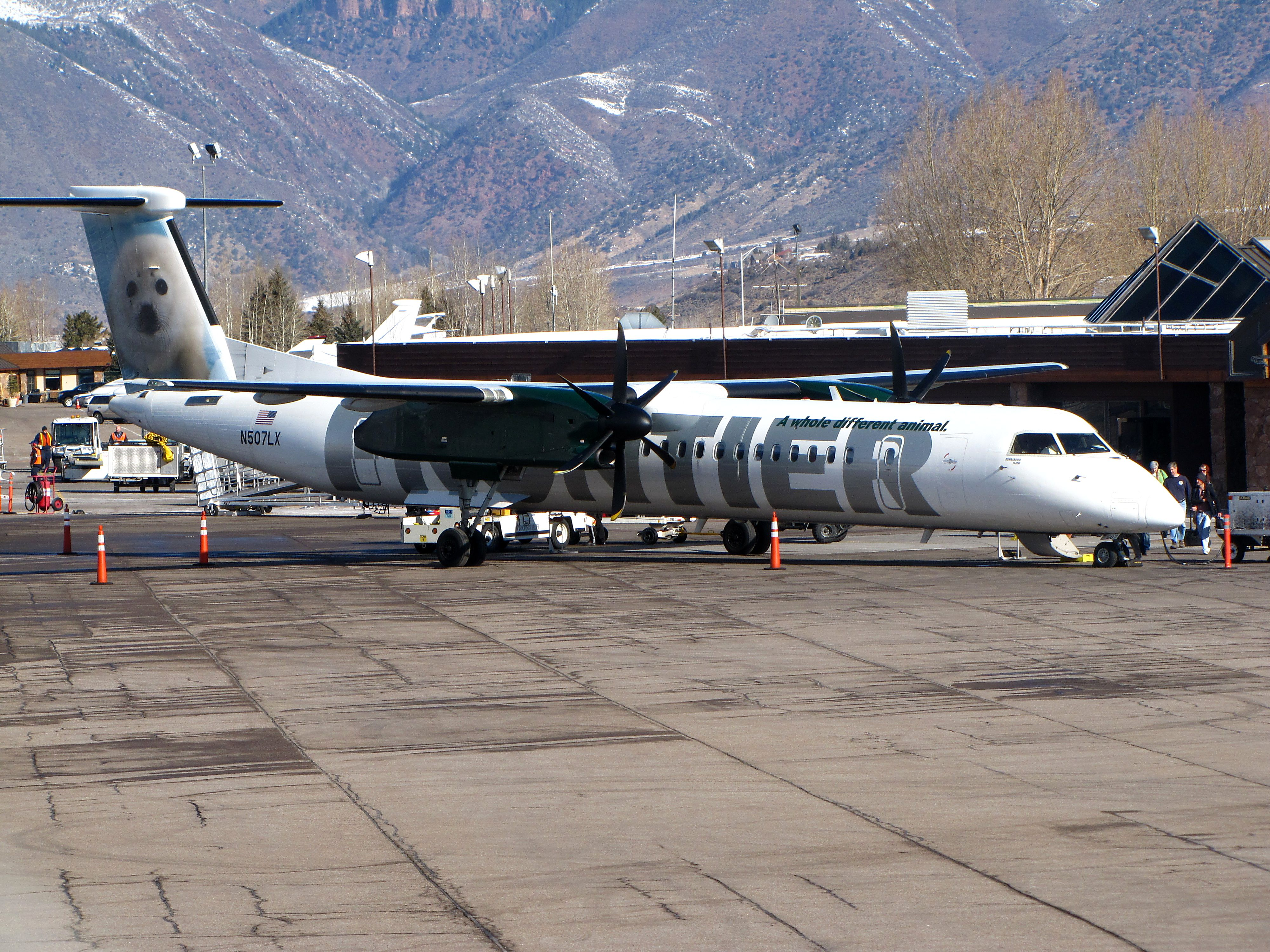

## Flugbetrieb
Im Jahre 2022 wurden 299.840 Passagiere befördert. Im Jahre 2022 fanden 38.584 Flugbewegungen statt, davon 4.498 lokale Bewegungen, 15.332 Zwischenlandungen, 11.354 Air-Taxi-Flüge, 7.000 Frachtflüge und 400 militärische Flüge statt. In diesem Jahr waren hier 66 einmotorige und 10 zweimotorige Flugzeuge sowie 13 Jetflugzeuge und 5 Hubschrauber stationiert.